# Dynoides globicauda
Dynoides globicauda är en kräftdjursart som först beskrevs av James Dwight Dana 1853.  Dynoides globicauda ingår i släktet Dynoides och familjen klotkräftor. Inga underarter finns listade i Catalogue of Life.